# Firefox AK
Andrea Kellerman, bedre kendt som Firefox AK (født 25. oktober 1979), er en pop-sangerinde og sangskriver fra Sverige.